# Wydział Wiedzy o Teatrze Akademii Teatralnej im. Aleksandra Zelwerowicza w Warszawie
Wydział Wiedzy o Teatrze Akademii Teatralnej im. Aleksandra Zelwerowicza w Warszawie – wydział Akademii Teatralnej.
Wydział powstał w 1975 roku z inicjatywy ówczesnego rektora, Tadeusza Łomnickiego, i pierwszego dziekana, Jerzego Koeniga. Pomysłodawcą nazwy był Bohdan Korzeniewski.

## Byli i obecni wykładowcy[1]
- Jerzy Axer
- Teresa Dobrzyńska
- Małgorzata Dziewulska
- Marta Fik
- Henryk Hinz
- Grzegorz Janikowski
- Andrzej Tadeusz Kijowski
- Anna Kuligowska-Korzeniewska
- Mateusz Kanabrodzki
- Leszek Kolankiewicz
- Jarosław Komorowski
- Andrzej Kruczyński
- Tomasz Kubikowski
- Danuta Kuźnicka
- Julian Lewański
- Iwona Lorenc
- Roman Loth
- Halina Machulska
- Janusz Maciejewski
- Janusz Majcherek
- Wojciech Majcherek
- Andrzej Z. Makowiecki
- Stefan Meller
- Krzysztof Mrowcewicz
- Barbara Osterloff
- Ewa Partyga
- Marek Piekut
- Zbigniew Raszewski
- Henryk Izydor Rogacki
- Dorota Sajewska
- Lech Sokół
- Józef Szczublewski
- Lech Śliwonik
- Krzysztof Teodor Toeplitz
- Stefan Treugutt
- Wojciech Tygielski
- Andrzej Wanat
- Zbigniew Wilski
- Edward Wojtaszek
- Andrzej Werner
- Marek Zagańczyk

## Absolwenci (m.in.)[2]
- Hanna Baltyn
- Joanna Derkaczew
- Piotr Derewenda
- Ewa Garniec
- Paweł Goźliński
- Mateusz Kanabrodzki
- Patryk Kencki
- Tomasz Konina
- Wojciech Majcherek
- Andrzej Morozowski
- Tomasz Mościcki
- Marek Piekut
- Rafał Sławoń
- Paweł Sztarbowski
- Dominika Wielowieyska
- Dariusz Wieromiejczyk
- Michał Znaniecki
- Wanda Zwinogrodzka
- Grażyna Torbicka